# District de Willisau
1798–2012
Entités suivantes :
- Arrondissement électoral de Willisau

Le district de Willisau est un ancien district du canton de Lucerne en Suisse, jusqu'au 31 décembre 2012.

## Communes
Le district comptait 23 communes pour une superficie de 336,99 km2 et une population de 48 643 habitants (fin 2009).
- Alberswil
- Altbüron
- Altishofen
- Dagmersellen
- Ebersecken
- Egolzwil
- Ettiswil
- Fischbach
- Gettnau
- Grossdietwil
- Hergiswil bei Willisau
- Luthern
- Menznau
- Nebikon
- Pfaffnau
- Reiden
- Roggliswil
- Schötz
- Ufhusen
- Wauwil
- Wikon
- Willisau
- Zell